# Donglu, Chongqing
Donglu (kinesiska: 洞鹿) är en socken i sydvästra Kina. Den ligger i Yunyang härad i storstadsområdet Chongqing, omkring 290 kilometer nordost om det centrala stadsdistriktet Yuzhong. Antalet invånare är 8 207. Befolkningen består av 4 011 kvinnor och 4 196 män. Barn under 15 år utgör 22,0 %, vuxna 15-64 år 63 %, och äldre över 65 år 14,0 %.